# 퐁비에유

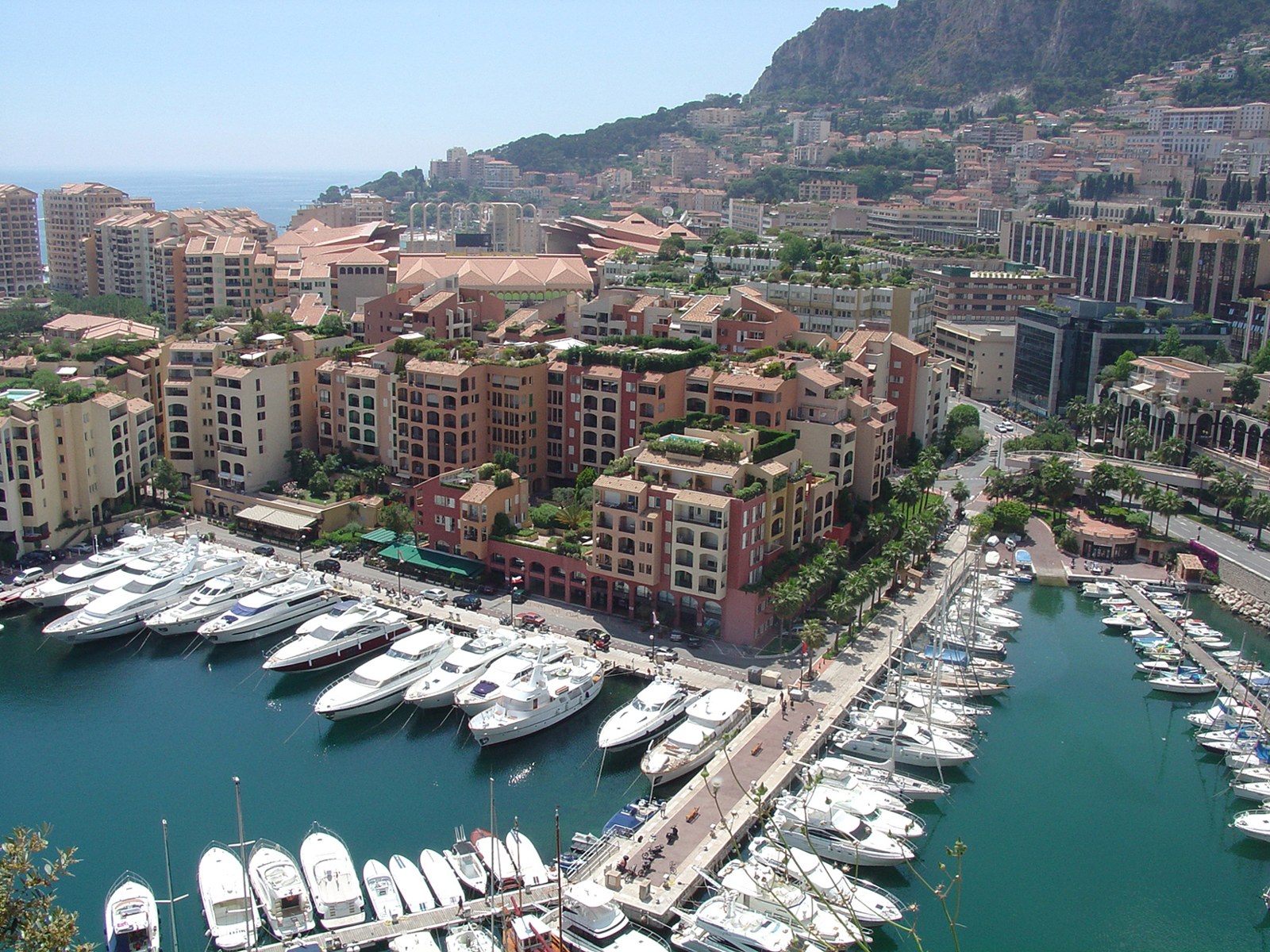
퐁비에유

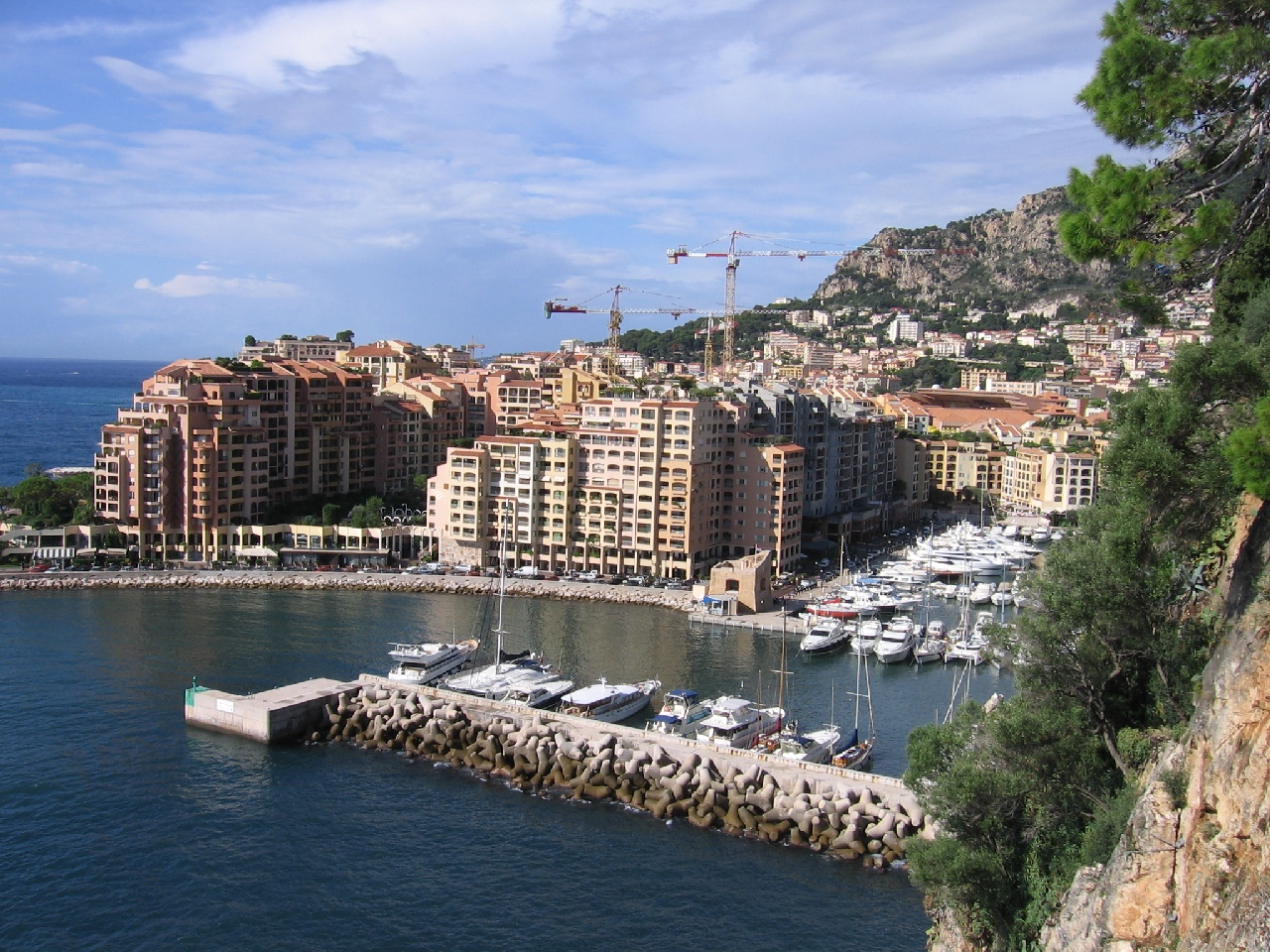
퐁비에유

퐁비에유(프랑스어: Fontvieille)는 모나코 남서부에 위치한 행정구로 면적은 0.35km2(33.5 ha), 인구는 3,602명(2008년 기준)이다. 지중해 연안과 접하며 AS 모나코의 홈 구장인 스타드 루이 II, 모나코의 유일한 대학교인 모나코 국제 대학교, 프랑스 니스 코트다쥐르 공항을 연결하는 모나코 헬리콥터 비행장 등이 들어서 있다.